# Gemeinde Log-Dragomer
Log-Dragomer ist eine Gemeinde (Občina) in der Region Gorenjska in Slowenien. Sie löste sich 2006 von der Gemeinde Vrhnika.

## Lage
Die Gemeinde liegt südwestlich der Hauptstadt Ljubljana.

## Ortschaften der Gemeinde
Die Verbandsgemeinde besteht aus drei Ortschaften, mit dem Verwaltungssitz in Log pri Brezovici:
- Dragomer (deutsch Dragomer),
- Lukovica pri Brezovici (deutsch Lukowitz in der Oberkrain)
- Log pri Brezovici (deutsch Laag bei Bresowitz)

## Nachbargemeinden
| Dobrova-Polhov Gradec         | Dobrova-Polhov Gradec                       |           |
| Dobrova-Polhov Gradec, Horjul | Kompassrose, die auf Nachbargemeinden zeigt | Brezovica |
| Vrhnika                       | Vrhnika, Brezovica                          | Brezovica |

## Geschichte
Die Gegend wurde von den Römern geprägt. Als Überbleibsel sind in der Gemeinde noch ein Sarkophag und ein Meilenstein erhalten.